# Энгельгардт, Александр Платонович
Алекса́ндр Плато́нович Энгельга́рдт (17 [29] августа 1845, с. Климово, Смоленская губерния — 22 ноября 1903, Швейцария) — смоленский городской голова (1877—1887), архангельский (1893—1901) и саратовский (1901—1903) губернатор. Первым использовал (в путевых заметках) термин «Русский Север».

## Биография
Родился в смоленской дворянской семье. Младший брат Вадим — член Государственного Совета. Окончил Смоленскую губернскую гимназию, затем юридический факультет Московского университета (1864).
Вернувшись в Смоленск, служил следователем палаты уголовного и гражданского суда, затем был почётным мировым судьей нескольких судебных округов, секретарём дворянского собрания, уездным и губернским гласным, членом земской управы.
В 1877—1887 годах состоял смоленским городским головой. Много сделал для развития городского хозяйства, культуры и образования: при нём в городе были построены водопровод, здание городской думы, завод красок, открыты три новых начальных школы, три училища, Смоленская мариинская женская гимназия историко-археологический музей (1888); введено бесплатное пользование губернской земской больницей. Активно участвовал в сборе средств на создание и открытие в Смоленске в 1885 году памятника М. И. Глинке. Избирался членом многочисленных общественных организаций, в том числе Смоленского благотворительного общества, Смоленского общества помощи юношеству, президентом общества сельского хозяйства и др.
С января 1887 года — почётный мировой судья Тарусского округа Калужской губернии.
В 1890—1893 годы — казанский вице-губернатор, в 1893—1901 — архангельский губернатор. В Архангельске особенно ярко проявилась его деятельность в качестве учёного-практика. Он обеспечил представительство Архангельской губернии на Всемирной выставке в Париже в 1900 году; оснастил экспонатами архангельский публичный музей (многие из этих экспонатов он привозил из собственных поездок по губернии). Он поддерживал гидрографические работы по трассе будущего Северного морского пути; участвовал в строительстве первого ледокола «Ермак» и в строительстве Мурманской биологической станции.
В 1901—1903 годах занимал пост саратовского губернатора. Дослужился до чина тайного советника, имел придворный чин гофмейстера.
За годы службы был избран почётным гражданином Смоленска (в 1890 году «за долголетнюю деятельность на пользу города»), Архангельска, Саратова и Александровска. Также состоял почётным членом Санкт-Петербургского общества естествоиспытателей (1899) и Московского общества любителей естествознания, антропологии и этнографии.
В начале 1903 года был назначен товарищем министра земледелия и государственных имуществ.
Болезнь вынудила его уехать на лечение в Швейцарию, где он и умер 22 ноября 1903 года. Был похоронен на кладбище Вознесенского монастыря Смоленска, кладбище было уничтожено большевиками, могила не сохранилась.

## Награды
- Орден Святого Станислава 2-й ст.;
- Орден Святой Анны 2-й ст.;
- Орден Святого Владимира 4-й ст.;
- Орден Святого Владимира 3-й ст.;
- Орден Святого Станислава 1-й ст.;
- Орден Святой Анны 1-й ст.;
- Орден Святого Владимира 2-й ст.
- медаль «За труды по освобождению крестьян»;
- Знак отличия Красного Креста (1879);
- медаль «В память коронации императора Александра III» (1883);
- медаль «В память коронации Императора Николая II»;
- медаль «В память царствования императора Александра III»;
- Знак Российского общества Красного Креста (1899).

Почётный гражданин Александровска (1901).
Иностранные:
- черногорский Орден Князя Даниила I 3-й степени;
- прусский орден Короны 3-й степени;
- норвежский орден Святого Олафа 1-й степени;
- итальянский орден Короны, большой крест 1-й степени;
- шведский орден Полярной звезды 1-й степени.